# Anna Fedorova
Anna Fedorova (ukrajinsky Анна Борисівна Федорова, Anna Borysivna Fedorova; * 27. února 1990 Kyjev) je ukrajinská klasická klavíristka. Pochází z rodiny hudebníků a na klavír začala hrát v pěti letech. V zahraničí poprvé koncertovala roku 2006 v Amsterdamu, když jí bylo 16 let. Roku 2008 absolvovala Lysenkovu hudební školu pro nadané děti a pokračovala ve studiu v Itálii a v Anglii. Interpretuje sólovou, komorní i orchestrální hudbu, těžištěm jejího repertoáru je hudba romantismu. Obdržela řadu cen na festivalech a soutěžích, například první cenu na Rubinsteinově klavírním festivalu roku 2009 v Lodži.